# Douzain

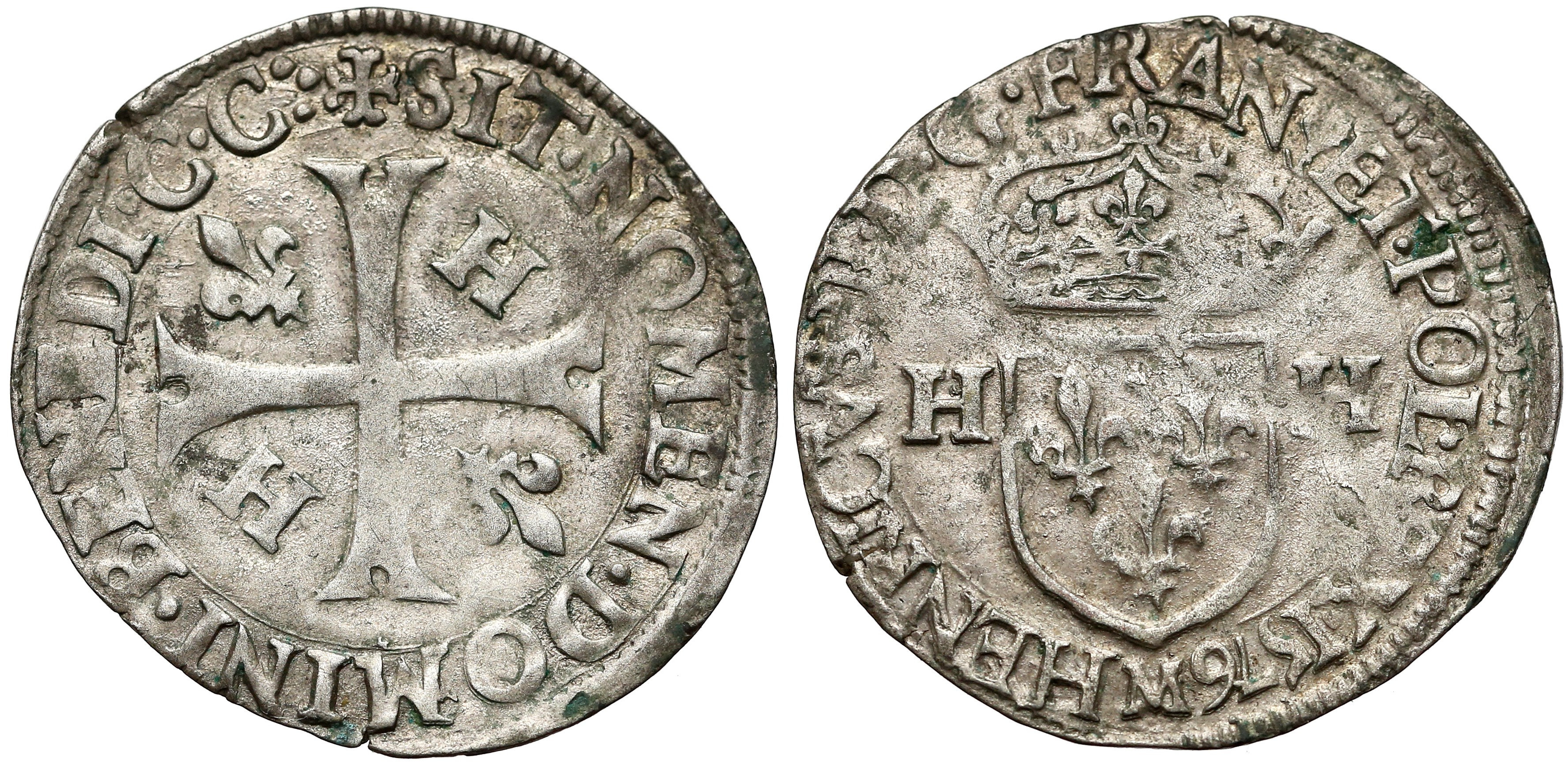
Douzain 1576, Henryk III.

Douzain – francuska srebrna moneta groszowa blanc o wartości 12 denarów turońskich (masa 2,846 grama, fajn 1,022 grama), bita w XVI w. za Franciszka I w zmieniających się różnych typach.